# 高津内親王
高津内親王（こうづ／たかつないしんのう）は、桓武天皇の第12皇女。母は従五位下・坂上又子（苅田麻呂の娘）。嵯峨天皇の妃となったが、後に妃を廃せられた。

## 生涯
延暦20年（801年）11月9日、異母姉妹の大宅内親王と高志内親王と共に加笄の儀（女子の成人式）を行った。異母兄にあたる神野親王と結婚し、親王が嵯峨天皇として即位するにともない、大同4年（809年）6月13日、妃となり三品に叙せられた。業良親王と業子内親王を生んだが、業良親王は精神に異常があったといわれ、それが原因かどうか、薨去するまで無品のままであった。高津内親王もほどなく妃を廃せられたが、その原因は薨伝に「良有以也（まことにゆえあるなり）」とあるだけで一切が不明である。業良親王の精神問題と絡んで、背後に何らかの陰謀があったと思われ、高津内親王が漢文を下敷きにして詠んだ歌「直き木にまがれる枝もあるものを毛を吹き疵を言ふがわりなさ」（『後撰和歌集』）がそれを仄めかしつつ、内親王の憤慨を伝えている。

## 系譜
- 父：桓武天皇
- 母：坂上又子
- 夫：嵯峨天皇
  - 皇子：業良親王
  - 皇女：業子内親王